# Thecocarcelia setula
Thecocarcelia setula là một loài ruồi trong họ Tachinidae.